# Semčice
Semčice település Csehországban, a Mladá Boleslav-i járásban. Semčice Březno, Dobrovice, Nová Telib, Žerčice, Pěčice és Ctiměřice településekkel határos. Lakosainak száma 754 fő (2024. január 1.).

## Népesség
A település lakosságának változását az alábbi diagram mutatja:
| Lakosok száma | 357  | 441  | 481  | 558  | 497  | 692  | 735  | 764  | 729  | 754  |
|               | 1869 | 1900 | 1921 | 1961 | 1980 | 2011 | 2016 | 2019 | 2021 | 2024 |